# Nanwu
Nanwu (kinesiska: 南坞, 南坞乡) är en socken i Kina. Den ligger i provinsen Henan, i den centrala delen av landet, omkring 110 kilometer sydost om provinshuvudstaden Zhengzhou. Antalet invånare är 28 923. Befolkningen består av 13 973 kvinnor och 14 950 män. Barn under 15 år utgör 22,0 %, vuxna 15-64 år 67 %, och äldre över 65 år 10,0 %.
Genomsnittlig årsnederbörd är 863 millimeter. Den regnigaste månaden är juli, med i genomsnitt 176 mm nederbörd, och den torraste är januari, med 7 mm nederbörd.